# Miskolc
Miskolc (pronunție în maghiară [ˈmiʃkolts] ⓘ, în slovacă Miškovec, în poloneză Miszkolc, în germană Mischkolz, iar în română Mișcolț) este un oraș în nord-estul Ungariei. Este reședința comitatului Borsod-Abaúj-Zemplén și unul dintre cele 23 orașe cu statut de comitat ale țării. Orașul are o industrie grea bine dezvoltată. Cu o populație de 167.754 locuitori (2011), Mișcolț este al treilea cel mai mare oraș din Ungaria (primele două sunt Budapesta și Debrețin).

## Istorie
De-a lungul războiului de independență din secolul XVIII împotriva Imperiului Habsburgic, Prințul Francisc Rákóczi al II-lea, conducătorul maghiarilor, și-a mutat sediul la Mișcolț. Forțele imperiale au ars orașul în 1707. Patru ani mai târziu, jumătate din populația orașului a fost victima epidemiei holerice. Mișcolțul și-a revenit rapid și a început o nouă era a prosperității. În 1724, s-a decis ca în Mișcolț să se construiască primăria din Comitatul Borsod. Multe alte clădiri importante au fost construite în secolele XVIII și XIX, incluzând primăria, școli, biserici și teatre. Teatrul orașului este cunoscut ca fiind primul din Ungaria care a fost construit din piatră, deși primul a fost Teatrul Maghiar din Cluj, acum în România. La recensământul din 1786 orașul Miskolc avea o populație de 14.719 locuitori.

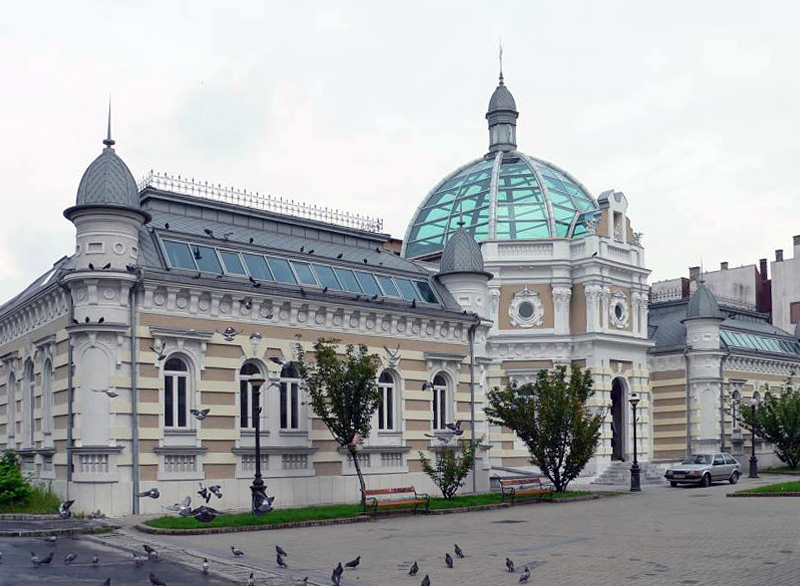
Piața Elisabeta

Acești ani au adus prosperitate, dar epidemia holerică din 1873 și inundația din 1878 au luat multe vieți. Multe clădiri au fost distruse din cauza inundaților, dar multe alte clădiri mai mari au fost construite în locul lor. Primul Război Mondial nu a afecta orașul direct, dar mulți oameni au murit pe front. Orașul a fost ocupat de trupele cehoslovace între anii 1918 și 1919. După Tratatul de la Trianon, Ungaria a pierdut orașul Kassa (astăzi Košice, Slovacia) și Mișcolțul a devenit un centru regional pentru nordul Ungariei. Acesta a fost un motiv pentru creșterea orașului în anii 1930 și 1940. Pregătirea pentru Al Doilea Război Mondial, a făcut ca orașul să fie un centru național pentru industrie grea, s-a menținut până în 1990, la căderea comunismului. Chiar dacă Mișcolțul a suferit mult în ultimul de război, orașul și-a revenit rapid și absorbit comunele învecinate, astfel devenind al doilea oraș ca mărime din Ungaria (200.000 de locuitori).

## Sport
Cel mai popular sport în Mișcolț este fotbalul. Echipa orașului este Diósgyőri VTK. A câștigat campionatul în 1979 și Cupa Ungariei în 1977 și 1980. Stadionul Diósgyőri are o capacitate de 26.000 de locuri, dar este într-o stare proastă, așa că autoritățile orașului au decis să construiască un stadion nou de 15.000 de locuri. Orașul are de asemenea o echipă foarte bună de hochei, Miskolci JJSE. Ea joacă în prima divizie maghiară și au o sală de 1.500 de locuri, deschisă în 2006. Alt sport foarte popular în Mișcolț este baschetul. Echipa DKSK Miskolc MIS a câștigat de două ori Cupa Ungariei.

## Turism
- Un festival internațional de operă se ține anual.
- În masivul Bükk există numeroase posibilități de drumeții, cu marcaje excelente. Aici se află Parcul Național Bükk, inclus în Baza de date mondială privind ariile protejate a Programului Națiunilor Unite pentru Mediu⁠(d).
- Stațiunea de vacanță Miskolc-Lillafüred.

## Demografie
Componența etnică a municipiului Mișcolț
     Maghiari (84,62%)
     Rromi (3,24%)
     Germani (0,54%)
     Români (0,12%)
     Alții (4,65%)
     Necunoscut (9,74%)
Componența confesională a municipiului Mișcolț
     Romano-catolici (29,31%)
     Fără religie (16,87%)
     Reformați (15,26%)
     Greco-catolici (3,92%)
     Atei (1,57%)
     Ortodocși (0,08%)
     Necunoscută (30,55%)
     Alte religii (2,44%)
Conform recensământului din 2011, orașul Mișcolț avea 167.754 locuitori. Din punct de vedere etnic, majoritatea locuitorilor (141.951, reprezentând 84,62%) erau maghiari, cu o minoritate de romi (5.441, adică 3,24%). Există și o mică comunitate românească (208 locuitori, adică 0,12%). Apartenența etnică nu este cunoscută în cazul a 9,74% din locuitori. Nu există o religie majoritară, locuitorii fiind romano-catolici (29,31%), persoane fără religie (16,87%), reformați (15,26%), greco-catolici (3,92%) și atei (1,57%). Pentru 30,55% din locuitori nu este cunoscută apartenența confesională.

## Geografie
Orașul ocupă un loc central între diferitele regiuni geografice: la est de masivul Bükk, în valea râurilor Sajó, Hejő și Szinva. Orașul Mișcolț ocupă o suprafață totală de 236,68 km². Declivitatea este progresivă, diferența de nivel între punctul cel mai înalt și punctul cel mai jos al orașului este de circa 800 metri.
| Date climatice pentru Mișcolț | Date climatice pentru Mișcolț | Date climatice pentru Mișcolț | Date climatice pentru Mișcolț | Date climatice pentru Mișcolț | Date climatice pentru Mișcolț | Date climatice pentru Mișcolț | Date climatice pentru Mișcolț | Date climatice pentru Mișcolț | Date climatice pentru Mișcolț | Date climatice pentru Mișcolț | Date climatice pentru Mișcolț | Date climatice pentru Mișcolț | Date climatice pentru Mișcolț |
| Luna                          | Ian                           | Feb                           | Mar                           | Apr                           | Mai                           | Iun                           | Iul                           | Aug                           | Sep                           | Oct                           | Nov                           | Dec                           | Anual                         |
| ----------------------------- | ----------------------------- | ----------------------------- | ----------------------------- | ----------------------------- | ----------------------------- | ----------------------------- | ----------------------------- | ----------------------------- | ----------------------------- | ----------------------------- | ----------------------------- | ----------------------------- | ----------------------------- |
| Maxima medie °C (°F)          | −3 (26,6)                     | −2.7 (27,1)                   | 10.1 (50,2)                   | 16.7 (62,1)                   | 21.6 (70,9)                   | 24.5 (76,1)                   | 26.5 (79,7)                   | 25.9 (78,6)                   | 22.0 (71,6)                   | 15.8 (60,4)                   | 7.4 (45,3)                    | −1.9 (28,6)                   | 13,58 (56,44)                 |
| Minima medie °C (°F)          | −10.3 (13,5)                  | −4.9 (23,2)                   | −0.6 (30,9)                   | 4.3 (39,7)                    | 9.0 (48,2)                    | 12.3 (54,1)                   | 13.6 (56,5)                   | 13.0 (55,4)                   | 9.5 (49,1)                    | 4.5 (40,1)                    | 0.4 (32,7)                    | −6.7 (19,9)                   | 3,68 (38,62)                  |
| Precipitații mm (inches)      | 27 (1.06)                     | 28 (1.1)                      | 32 (1.26)                     | 40 (1.57)                     | 65 (2.56)                     | 83 (3.27)                     | 60 (2.36)                     | 65 (2.56)                     | 41 (1.61)                     | 34 (1.34)                     | 43 (1.69)                     | 36 (1.42)                     | 554 (21,81)                   |
| Nr. de zile cu precipitații   | 5                             | 6                             | 6                             | 7                             | 9                             | 10                            | 8                             | 7                             | 5                             | 5                             | 7                             | 6                             | 81                            |
| Ore însorite                  | 40.3                          | 70.0                          | 127.1                         | 177.0                         | 223.2                         | 225.0                         | 254.2                         | 235.6                         | 180.0                         | 142.6                         | 54.0                          | 37.2                          | 1.766,2                       |
| Sursă: HKO                    |                               |                               |                               |                               |                               |                               |                               |                               |                               |                               |                               |                               |                               |

## Transporturi

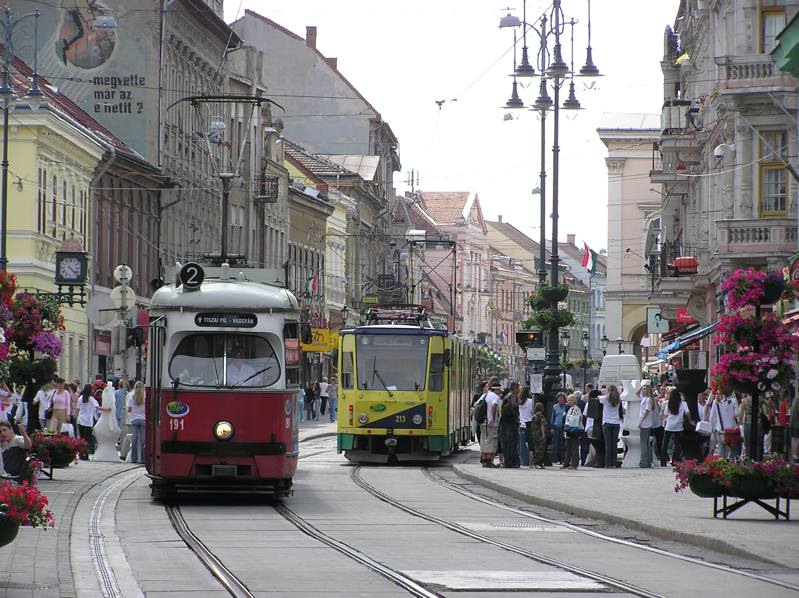
Tramvaiul în Mișcolț

Orașul este dotat cu două linii de tramvai, prima linie de tramvai fiind inaugurată la 10 iulie 1897. Orașul Mișcolț era al treilea oraș din Ungaria dotat cu tramvai. În oraș există 45 de linii de autobuze. Prima linie de autobuze din oraș a fost inaugurată pe 8 iunie 1903, orașul Mișcolț fiind cel dintâi oraș din Ungaria dotat cu o linie de autobuze. Azi, transportul cu autobuzul în oraș este unul dintre cele mai bune. Orașul are două stații de cale ferată: Tiszai și Gömöri, precum și un mic aeroport pentru aviația sportivă.

## Personalități
- Andrei Șaguna (1809-1873), mitropolit român ortodox al Ardealului (1848-1873).
- László Gáldi (1910-1974), filolog, traducător în maghiară al lui Mihai Eminescu, Liviu Rebreanu ș.a.
- Ladislau Raffinsky (1905–1981), fotbalist român.
- Károly Grósz (1930–1996), prim ministru al Republicii Populare Ungare între 1987-1988 și ultimul secretar general al Partidului Muncitoresc Socialist Ungar (în maghiară Magyar Szocialista Munkáspárt) (comunist).

## Galerie

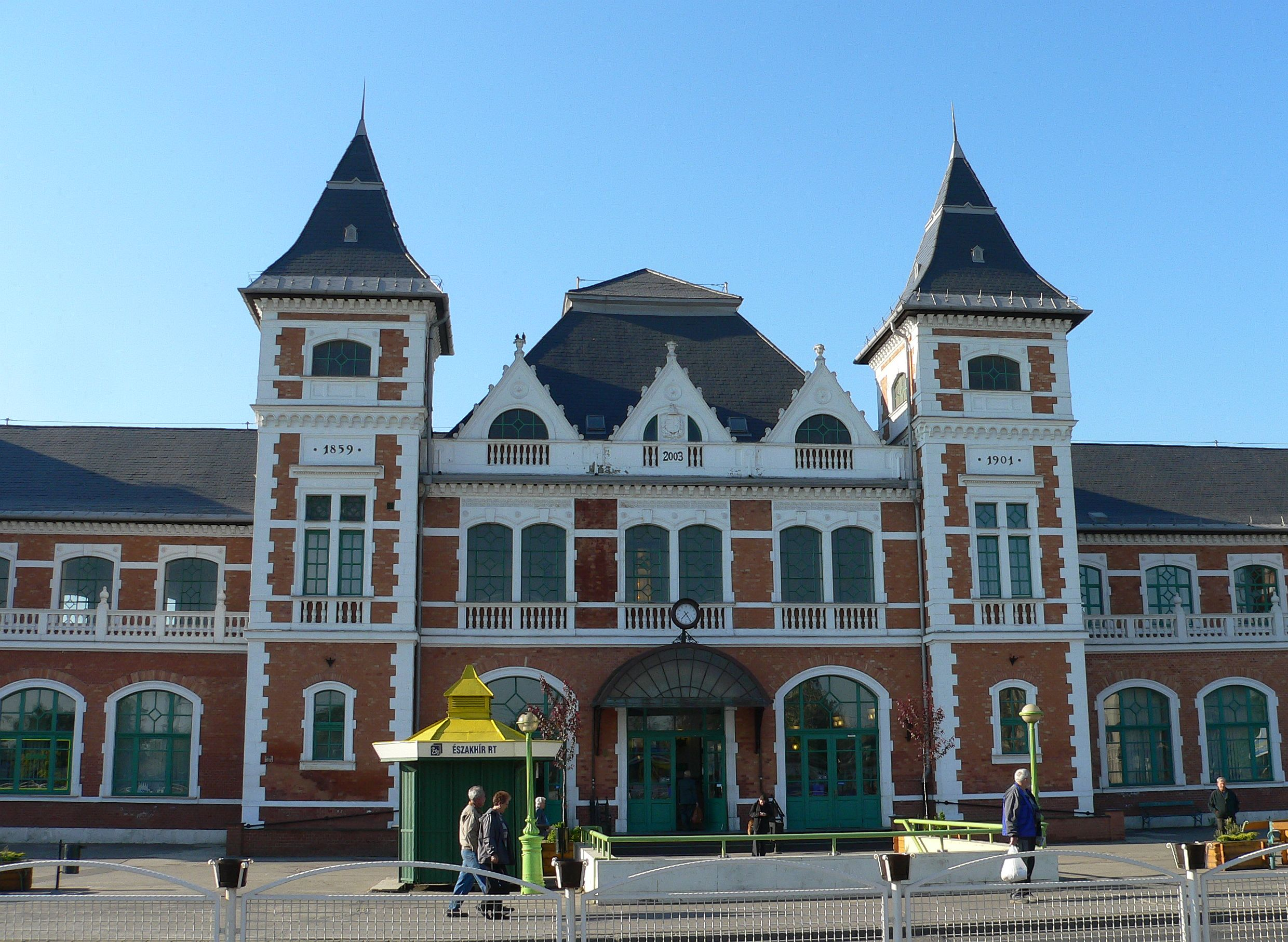
Gara Tiszai
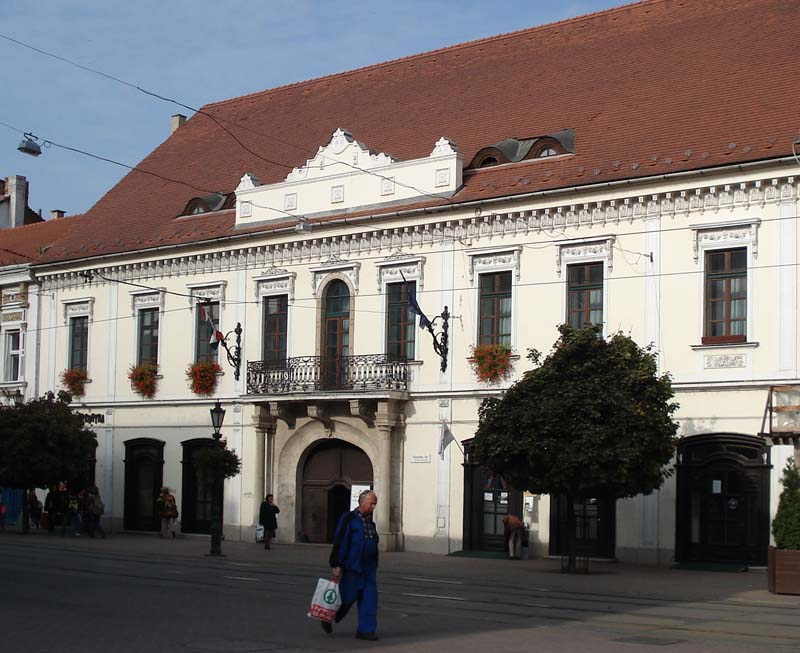
Casa Almássy
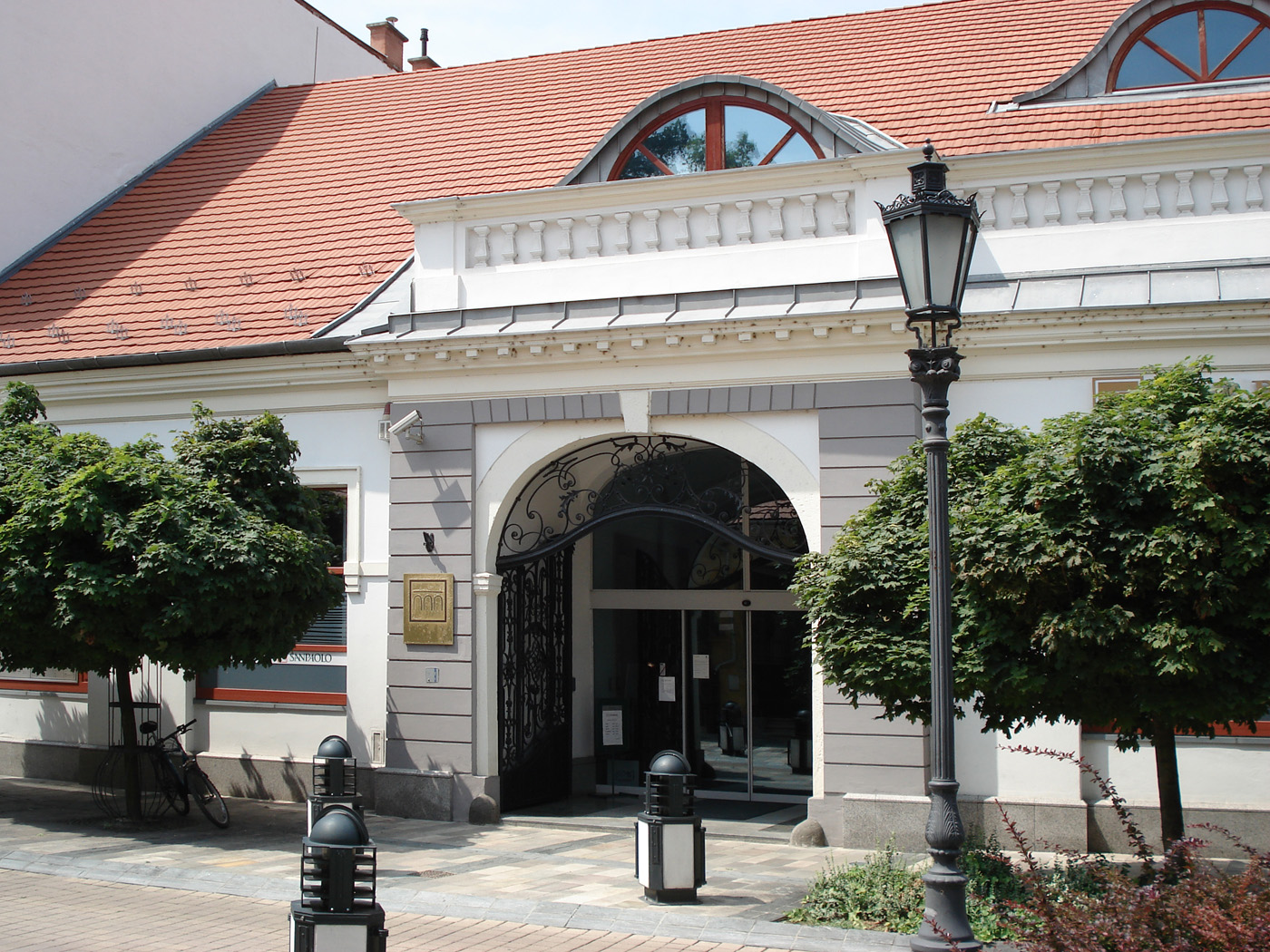
Oficiul Poștal
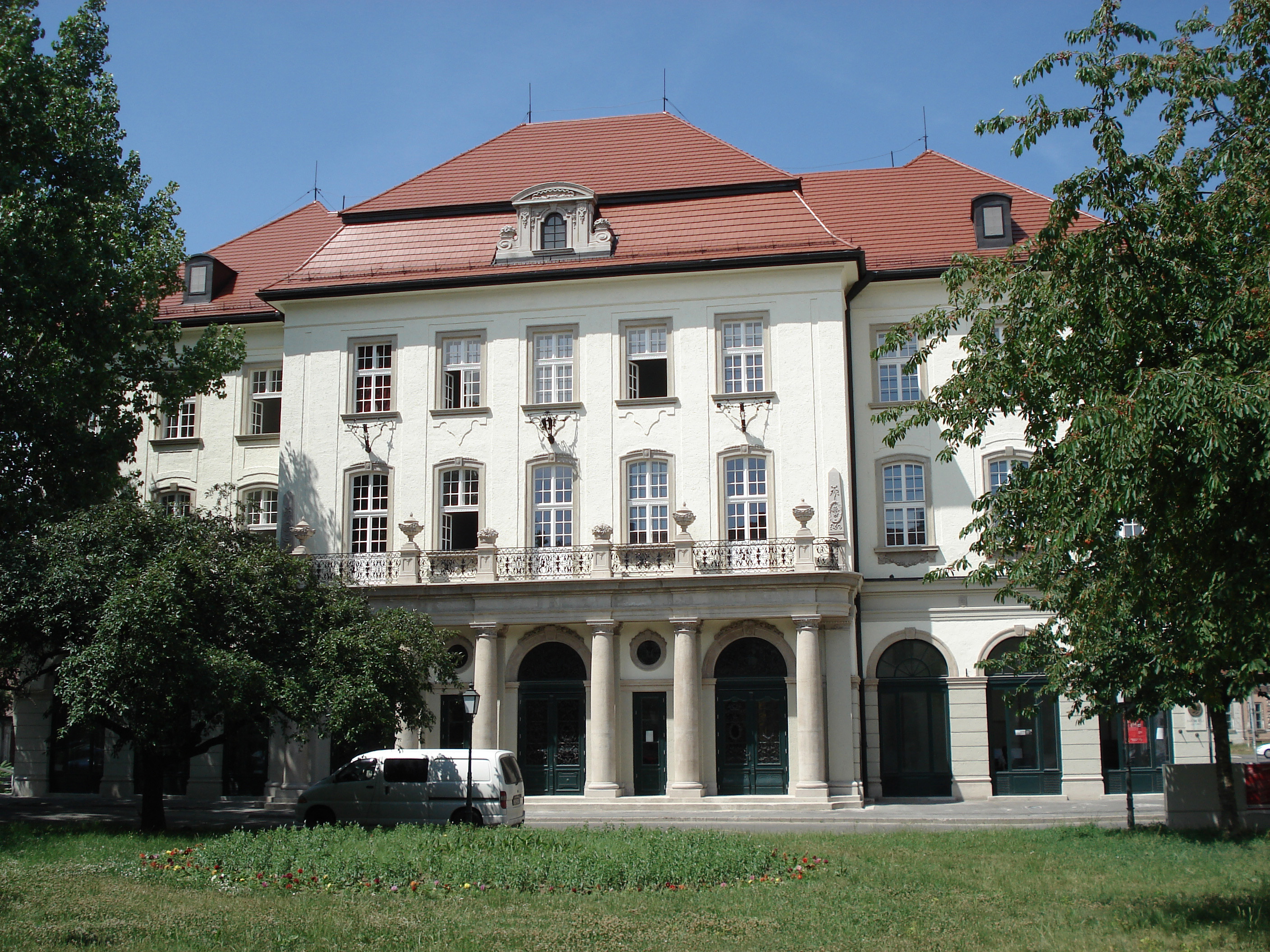
Palatul Muzicii
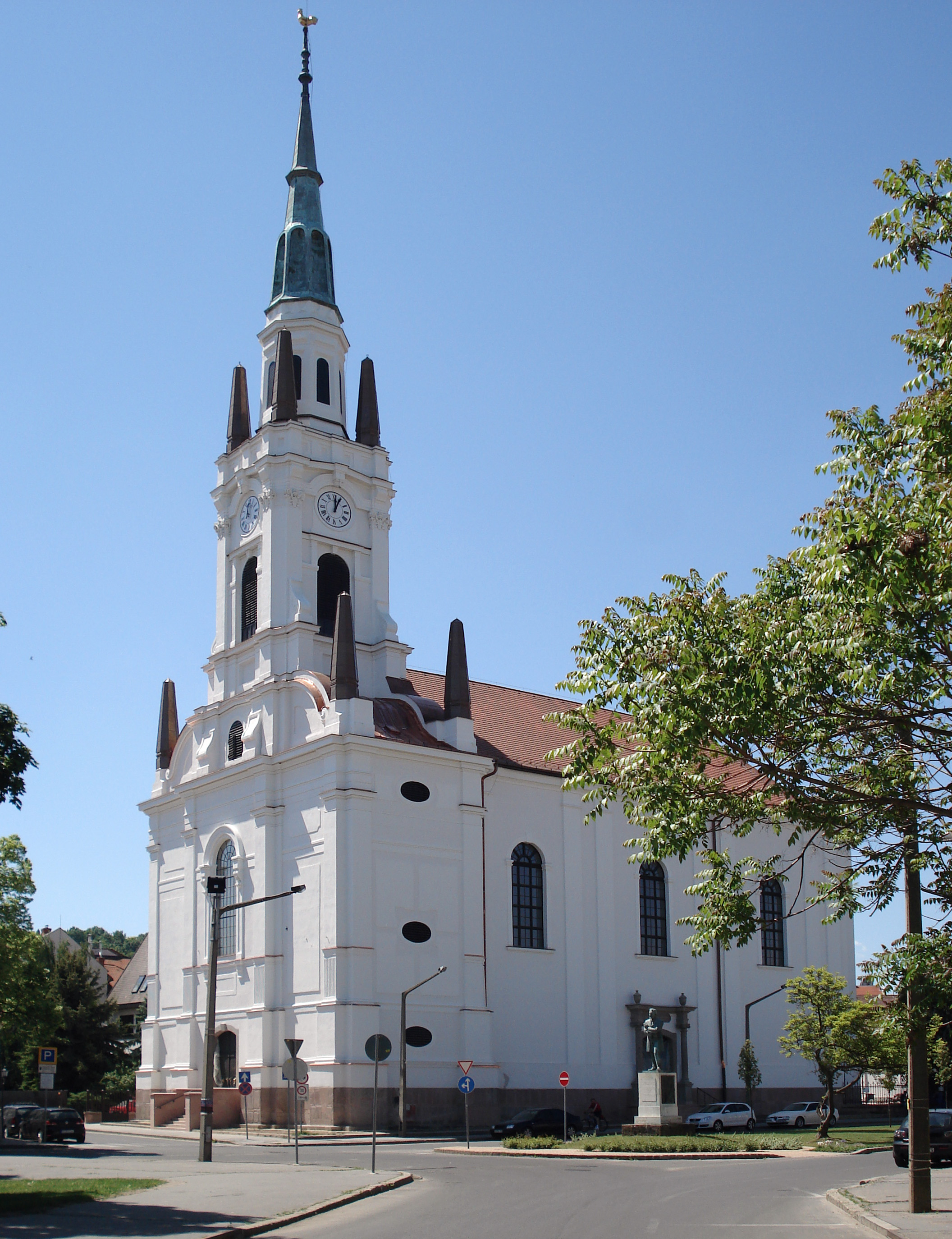
Biserica Reformată
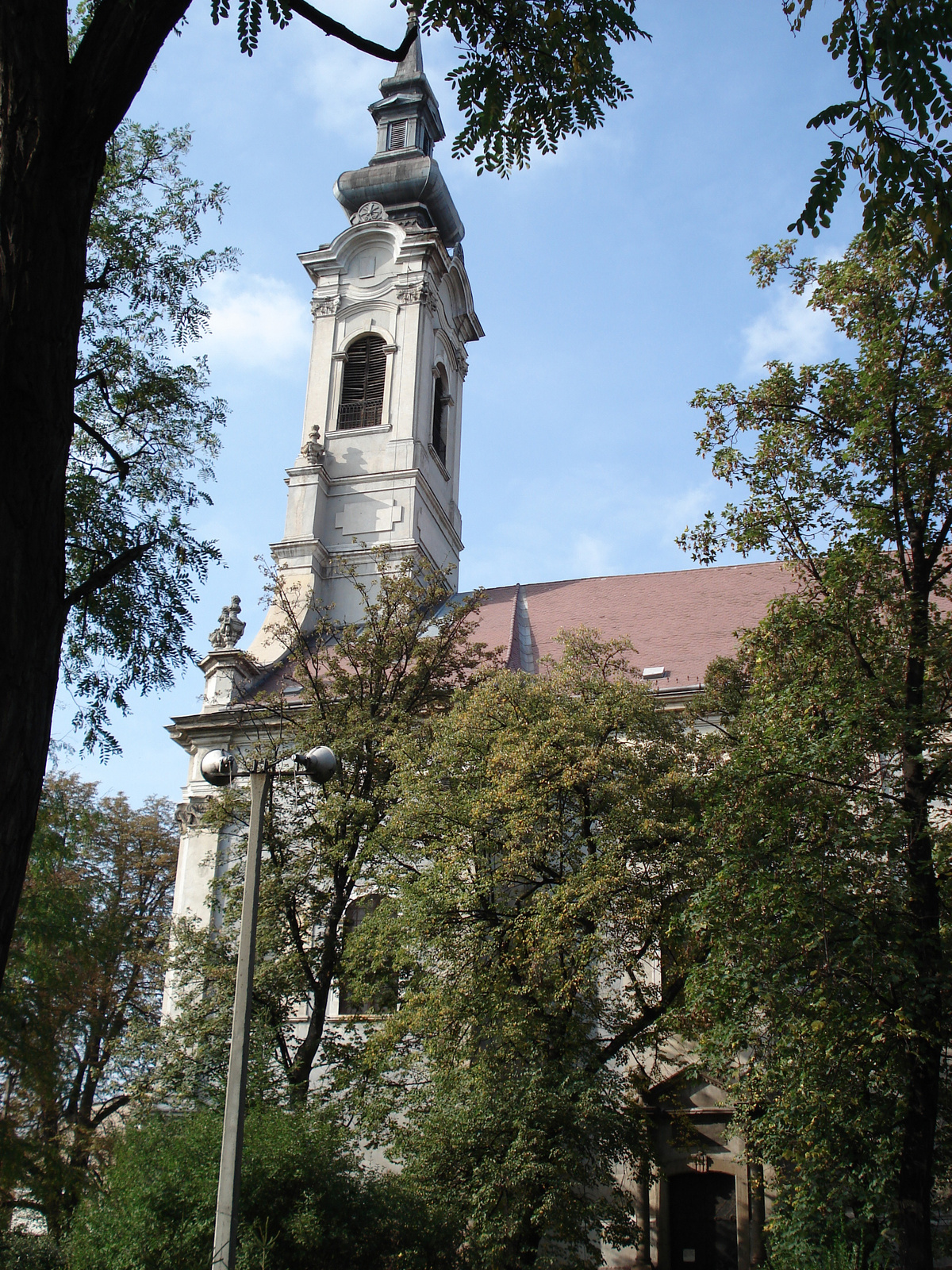
Biserica ortodoxă din Mișcolț

## Orașe înfrățite
- Asan, Coreea de Sud
- Aschaffenburg, Germania
- Burgas, Bulgaria
- Cleveland, SUA[5]
- Katowice, Polonia
- Kayseri, Turcia
- Košice, Slovacia[6]
- Ostrava, Republica Cehă
- Tampere, Finlanda
- Valenciennes, Franța
- Vologda, Rusia